# Muzeum Starego Połocka
Muzeum Starego Połocka – parterowy dworek zbudowany w 1692, w 1705 gościł cara Piotra Wielkiego, obecnie siedziba Muzeum Starego Połocka.

## Opis
Pałacyk zbudowano pod koniec XVII wieku w modnym wówczas stylu baroku. W lecie 1705 podczas wojny szwedzko-rosyjskiej w budynku mieszkał Piotr I Wielki. Po włączeniu Połocka w skład Rosji dworek przebudowano. Obecnie ma charakter parterowego budynku zbudowanego na planie prostokąta i ozdobionego nadokiennikami. Drzwi wejściowe udekorowano elementami roślinnymi.